# Горихвістка водяна
Горихвістка водяна (Phoenicurus leucocephalus) — вид горобцеподібних птахів родини мухоловкових (Muscicapidae). Мешкає в Гімалаях, Китаї, Центральній і Південно-Східній Азії. Раніше цей вид відносили до монотипового роду Водяна горихвістка (Chaimarrornis), однак за результатами молекулярно-генетичного дослідження був переведений до роду Горихвістка (Phoenicurus). 

## Опис

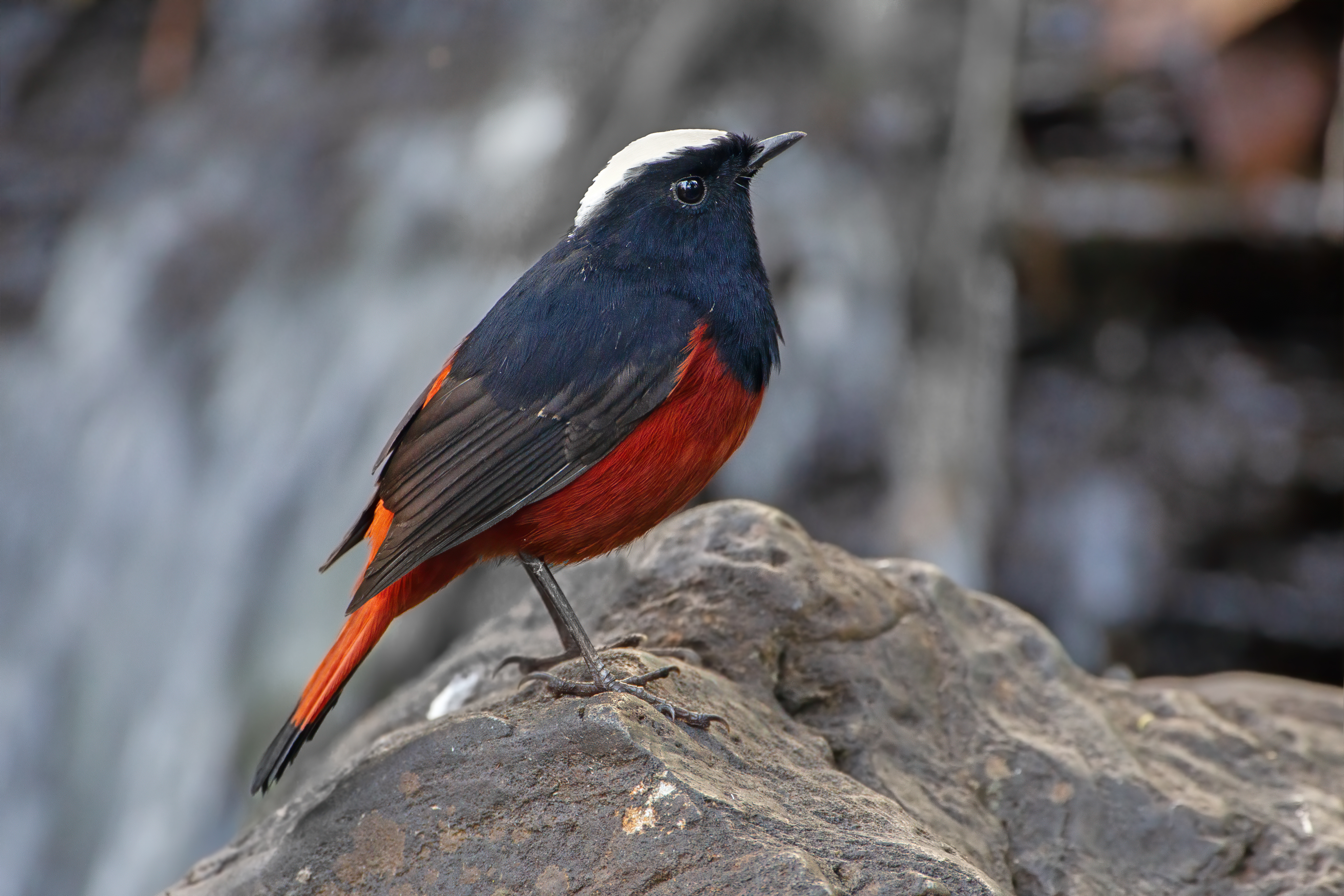
Водяна горихвістка

Довжина птаха становить 19 см. Забарвлення переважно чорне, на тімені і потилиці біла пляма, живіт, боки, надхвістя і стернові пера біля основи іржасто-червоні. Хвіст відносно короткий, округлий, птах часто піднімає і опускає його. У молодих птахів білі пера на тімені мають чорні краї, спина бурувата, поцяткована охристими плямками, нижня частина тіла поцяткована іржасто-бурими плямками. Голос — глибокий, протяжний свист.

## Поширення і екологія
Водяні горихвістки поширені від Паміру і Гіндукушу через Гімалаї до північного Індокитаю і півночі Центрального Китаю, зустрічаються в Киргизстані, Таджикистані, Узбекистані, Афганістані, Пакистані, Індії, Непалі, Бутані, Китаї, М'янмі, Таїланді, Лаосі і В'єтнамі. Вони живуть в заростях на берегах гірських річок, на болотах і на високогірних луках. Взимку частина популяції мігрують в долини. Водяні горихвістки живляться переважно комахами, взимку також ягодами. Гніздяться у травні-червні. Гніздо чашоподібне, робиться з трави і моху, встелюється шерстю і пухом, розміщується серед каміння на землі. В кладці 4 блакитнуватих або зеленуватих яйця. Інкубаційний період триває 2 тижні, насиджує лише самиця.